# Sporting Clube de Portugal 2024-2025
Questa voce raccoglie le informazioni riguardanti lo Sporting Clube de Portugal nelle competizioni ufficiali della stagione 2024-2025.

## Stagione
La stagione 2024-2025 dello Sporting CP è la 91ª in Primeira Liga, che conferma l'allenatore ex Braga Rúben Amorim. La squadra di Lisbona, dopo aver vinto il campionato precedente, si qualifica direttamente alla fase campionato della UEFA Champions League. I Leões esordiscono il 3 agosto in Supercoppa contro il Porto. L'incontro coi rivali ha visto lo Sporting portarsi in vantaggio di tre reti dopo 24 minuti, salvo farsi rimontare perdendo ai tempi supplementari 3-4. Il debutto in campionato vede i campioni in carica battere 3-1 il Rio Ave.
L'esordio in Champions League contro i francesi del Lilla sorride agli uomini di Amorim, che vincono per 2-0 tra le mura amiche. Il 18 ottobre lo Sporting supera il terzo turno di coppa di Portogallo, battendo 2-1 a domicilio il Portimonense con una doppietta di Conrad Harder. Il 29 ottobre lo Sporting batte 3-1 il Nacional e supera i quarti di finale di Taça da Liga. Il 1º novembre, in occasione della vittoria per 5-1 in campionato contro l'Estrela Amadora in cui Viktor Gyökeres realizza 4 reti e raggiunge le 20 marcature stagionali, il tecnico Rúben Amorim saluta il pubblico dello Sporting dopo essere stato ingaggiato dagli inglesi del Manchester Utd, che hanno versato l'intero importo della clausola rescissoria.
L'11 novembre viene presentato il nuovo allenatore João Pereira, già tecnico delle giovanili e della seconda squadra. L'esordio del nuovo tecnico avviene il 22 novembre e coincide con il superamento del quarto turno di Coppa di Portogallo, in cui lo Sporting batte l'Amarante con un tennistico 6-0. Il 30 novembre, dopo un filotto di 11 vittorie consecutive, lo Sporting incappa nella prima sconfitta in campionato per mano del Santa Clara. La vittoria col Boavista per 3-2 del 14 dicembre interrompe una striscia di quattro sconfitte consecutive tra campionato e coppe per gli uomini di Pereira. Il 18 dicembre lo Sporting supera gli ottavi di finale di coppa nazionale, battendo ai supplementari il Santa Clara.
Il 22 dicembre, col pareggio a reti inviolate in casa del Gil Vicente, lo Sporting perde la testa della classifica in favore dei rivali del Benfica. Il 25 dicembre, a causa degli scarsi risultati ottenuti, Pereira viene esonerato e sostituito da Rui Borges, prelevato dal Vitória Guimarães. Il 2024 dello Sporting si conclude con la vittoria per 1-0 nel derby di Lisbona, grazie a un gol di Geny Catamo. Il 7 gennaio lo Sporting si aggiudica O Clássico col Porto, vincendo 1-0 in Taça da Liga. In finale della competizione, l'11 gennaio, lo Sporting perde ai rigori col Benfica dopo che i tempi regolamentari si sono conclusi col risultato di 1-1. Il 29 gennaio si conclude la fase campionato della Champions League con lo Sporting che impatta per 1-1 contro gli italiani del Bologna e si qualifica agli spareggi per l'accesso agli ottavi di finale. Il 19 febbraio si conclude il cammino europeo dello Sporting, che perde agli spareggi contro i tedeschi del Borussia Dortmund vincitori a Lisbona per 3-0, mentre il retour match si conclude a reti inviolate.
Il 27 febbraio la squadra di Borges ha la meglio sul Gil Vicente nella gara valida per i quarti di finale di Coppa di Portogallo, vincendo a domicilio 1-0. Il 15 marzo lo Sporting batte 3-1 in campionato il Famalicão, superando i 100 gol stagionali incluso quello di Gyökeres che raggiunge quota 40. Il 7 aprile, in virtù del pareggio per 1-1 maturato negli ultimi minuti contro il Braga, lo Sporting CP perde il primato in Liga in favore del Benfica. Il 22 aprile i Leões superano il Rio Ave in semifinale di Coppa di Portogallo col risultato aggregato di 4-1. Il 10 maggio si conclude sull'1-1 il derby di Lisbona, rimandando all'ultima giornata l'assegnazione del titolo. Il 17 maggio, in virtù della vittoria per 2-0 contro il Vitória Guimarães e il contemporaneo pareggio del Benfica in casa del Braga, lo Sporting vince il suo ventunesimo scudetto, nonché il secondo campionato portoghese consecutivo a distanza di 71 anni dall'ultimo bis. A livello individuale si evidenzia la stagione di Viktor Gyökeres che, con 39 gol in 33 presenze, si aggiudica il titolo di capocannoniere.
La stagione dello Sporting si conclude il 25 maggio, con la vittoria nel derby di Lisbona per 3-1 ai tempi supplementari, che consegna agli uomini di Borges la vittoria della Taça de Portugal. Il double campionato-coppa non veniva vinto dallo Sporting da 23 anni.

## Maglie e sponsor
Lo sponsor tecnico per la stagione 2024-2025 è Nike. Lo sponsor ufficiale è Betano, quello posteriore è Super Bock.
|  | Casa |  | Trasferta |  | Terza maglia |

## Organigramma societario
Dal sito internet ufficiale della società.
Area direttiva
- Presidente: Frederico Nuno Faro Varandas
- Vice-presidenti: Francisco Albuquerque Salgado Zenha, Pedro José Correia de Barros de Lencastre, João Ataíde Ferreira Sampaio, Maria José Engrola Serrano Biléu Sancho
- Legali: Francisco André da Costa Cabral Bernardo, André Seabra dos Santos Cymbron, Miguel Ingenerf Duarte Afonso, Miguel Maria do Nascimento Nogueira Leite, Alexandre Matos Jorge Ferreira

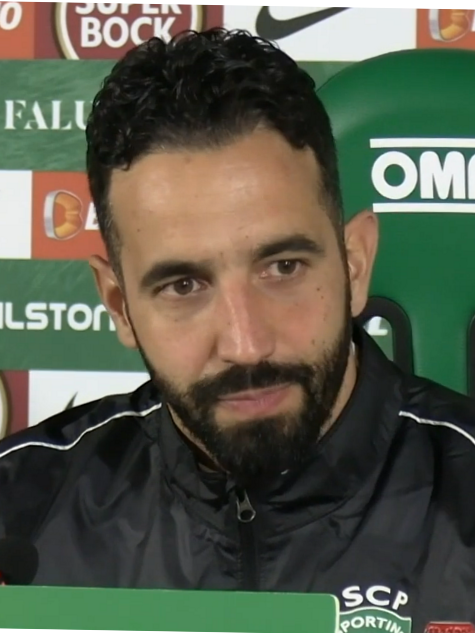
Rúben Amorim, sulla panchina dello Sporting dal 2020 al 2024
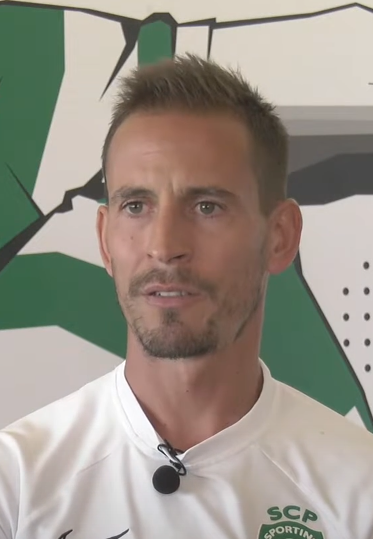
João Pereira, allenatore a partire dall'11 novembre[34] al 25 dicembre
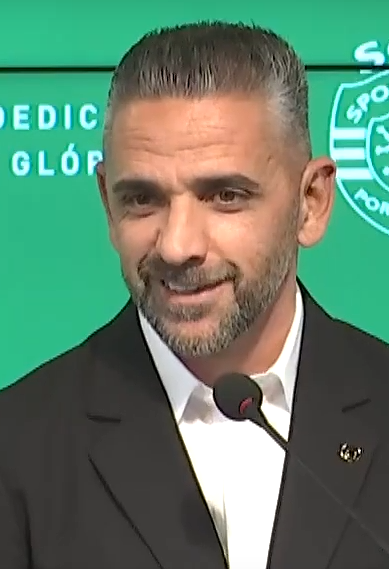
Rui Borges, tecnico in carica dal 26 dicembre

Area tecnica
- Allenatore: Rúben Amorim[1]; João Pereira[2]; Rui Borges[3]
- Allenatore in seconda: Carlos Fernandes[1]; Tiago Teixeira[2]; Ricardo Chaves[3]
- Assistenti: Emanuel Ferro[1], Adélio Cândido[1]; Luís Neto[2], António Pina[2]; Tiago Aguiar, José Meireles[3]
- Preparatore atletico: Gonçalo Álvaro, Fernando Morato[3]
- Preparatori dei portieri: Jorge Vital[1], Tiago Ferreira, Hugo Tecelão[2]
- Coordinatore settore giovanile: João Paulo Costa

Area scout
- Capo osservatore: Raul José
- Osservatori: José Chieira, Pedro Brandão
- Coordinatori vivaio: José Luís Vidigal, Miguel Quaresma

Management
- Direttore sportivo: Hugo Viana
- Team manager: Beto

Reparto medico
- Medico Sociale: João Pedro Araújo
- Fisioterapisti: Paulo Barreira, Hugo Fontes, Rúben Ferreira
- Scienziato sport: Alireza Rabbani

Area marketing
- Equipaggiamento: Paulinho

## Rosa

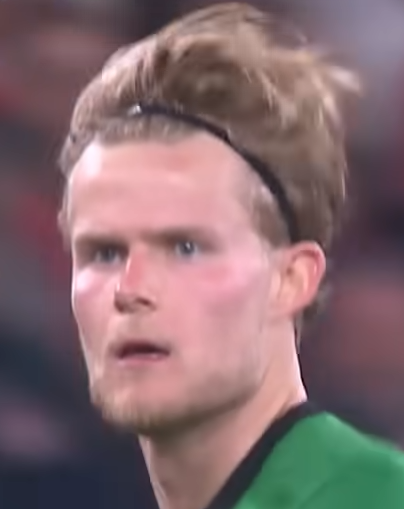
Morten Hjulmand è il capitano dello Sporting Lisbona

La rosa e la numerazione sono tratte dal sito ufficiale dello Sporting Lisbona
| N. |                                 | Ruolo | Calciatore                      |
| -- | ------------------------------- | ----- | ------------------------------- |
| 1  | Uruguay (bandiera)              | P     | Franco Israel                   |
| 2  | Brasile (bandiera)              | D     | Matheus Reis                    |
| 3  | Paesi Bassi (bandiera)          | D     | Jerry St. Juste                 |
| 5  | Giappone (bandiera)             | C     | Hidemasa Morita                 |
| 6  | Belgio (bandiera)               | D     | Zeno Debast                     |
| 8  | Portogallo (bandiera)           | C     | Pedro Gonçalves                 |
| 9  | Svezia (bandiera)               | A     | Viktor Gyökeres                 |
| 10 | Inghilterra (bandiera)          | C     | Marcus Edwards                  |
| 11 | Portogallo (bandiera)           | A     | Nuno Santos                     |
| 13 | Bosnia ed Erzegovina (bandiera) | P     | Vladan Kovačević                |
| 14 | Portogallo (bandiera)           | C     | Dário Essugo                    |
| 17 | Portogallo (bandiera)           | A     | Francisco Trincão               |
| 19 | Danimarca (bandiera)            | A     | Conrad Harder                   |
| 20 | Uruguay (bandiera)              | A     | Maximiliano Araújo              |
| 21 | Mozambico (bandiera)            | A     | Geny Catamo                     |
| 22 | Spagna (bandiera)               | D     | Iván Fresneda                   |
| 23 | Portogallo (bandiera)           | C     | Daniel Bragança (vice capitano) |

| N. |                           | Ruolo | Calciatore                 |
| -- | ------------------------- | ----- | -------------------------- |
| 24 | Portogallo (bandiera)     | P     | Rui Silva                  |
| 25 | Portogallo (bandiera)     | D     | Gonçalo Inácio             |
| 26 | Costa d'Avorio (bandiera) | D     | Ousmane Diomande           |
| 28 | Portogallo (bandiera)     | C     | Mateus Fernandes           |
| 30 | Brasile (bandiera)        | C     | Biel                       |
| 41 | Portogallo (bandiera)     | P     | Diego Calai                |
| 42 | Danimarca (bandiera)      | C     | Morten Hjulmand (capitano) |
| 43 | Portogallo (bandiera)     | D     | João Muniz                 |
| 47 | Portogallo (bandiera)     | D     | Ricardo Esgaio             |
| 51 | Portogallo (bandiera)     | P     | Diogo Pinto                |
| 52 | Portogallo (bandiera)     | C     | João Simões                |
| 57 | Portogallo (bandiera)     | A     | Geovany Quenda             |
| 72 | Portogallo (bandiera)     | D     | Eduardo Quaresma           |
| 73 | Portogallo (bandiera)     | D     | Eduardo Felicíssimo        |
| 86 | Portogallo (bandiera)     | A     | Rafael Nel                 |
| 90 | Portogallo (bandiera)     | A     | Afonso Moreira             |
| 91 | Portogallo (bandiera)     | A     | Rodrigo Ribeiro            |

## Calciomercato

### Sessione estiva
| Acquisti         | Acquisti                | Acquisti          | Acquisti                    |
| R.               | Nome                    | da                | Modalità                    |
| ---------------- | ----------------------- | ----------------- | --------------------------- |
| P                | Vladan Kovačević        | Raków Częstochowa | definitivo (4 milioni €)    |
| D                | Zeno Debast             | Anderlecht        | definitivo (15,5 milioni €) |
| C                | Mateus Fernandes        | Estoril Praia     | fine prestito               |
| A                | Maximiliano Araújo      | Toluca            | definitivo (13,6 milioni €) |
| A                | Conrad Harder           | Nordsjælland      | definitivo (19 milioni €)   |
| Altre operazioni |                         |                   |                             |
| R.               | Nome                    | da                | Modalità                    |
| P                | David Ivanov            | Vitória Setúbal   | fine prestito               |
| D                | Rúben Vinagre           | Verona            | fine prestito               |
| C                | Sōtīrīs Alexandropoulos | Olympiacos        | fine prestito               |
| C                | Dário Essugo            | Chaves            | fine prestito               |
| C                | Mateo Tanlongo          | Rio Ave           | fine prestito               |
| A                | Jovane Cabral           | Olympiacos        | fine prestito               |
| A                | Abdul Fatawu Issahaku   | Leicester City    | fine prestito               |
| A                | Afonso Moreira          | Gil Vicente       | fine prestito               |
| A                | Rodrigo Ribeiro         | Nottingham Forest | fine prestito               |

| Cessioni         | Cessioni                | Cessioni        | Cessioni                    |
| R.               | Nome                    | a               | Modalità                    |
| ---------------- | ----------------------- | --------------- | --------------------------- |
| P                | Antonio Adán            |                 | svincolato                  |
| D                | Luís Neto               |                 | ritirato                    |
| D                | Sebastián Coates        | Nacional        | gratuito                    |
| D                | Rafael Pontelo          | Pafos           | prestito                    |
| C                | Koba Koindredi          | Losanna         | prestito                    |
| C                | Mateus Fernandes        | Southampton     | definitivo (15 milioni €)   |
| A                | Paulinho                | Toluca          | definitivo (7,75 milioni €) |
| Altre operazioni |                         |                 |                             |
| R.               | Nome                    | a               | Modalità                    |
| D                | Rúben Vinagre           | Legia Varsavia  | prestito                    |
| C                | Sōtīrīs Alexandropoulos | Standard Liegi  | prestito                    |
| C                | Dário Essugo            | Las Palmas      | prestito                    |
| C                | Mateo Tanlongo          | Pafos           | prestito                    |
| A                | Jovane Cabral           | Estrela Amadora | definitivo (0,8 milioni €)  |
| A                | Abdul Fatawu Issahaku   | Leicester City  | definitivo (17 milioni €)   |
| A                | Rafael Camacho          |                 | svincolato                  |
| A                | Rodrigo Ribeiro         | AVS             | prestito                    |

### Sessione invernale
| Acquisti         | Acquisti       | Acquisti       | Acquisti                         |
| R.               | Nome           | da             | Modalità                         |
| ---------------- | -------------- | -------------- | -------------------------------- |
| P                | Rui Silva      | Betis          | prestito oneroso (0,5 milioni €) |
| C                | Biel           | Bahia          | definitivo (6,43 milioni €)      |
| Altre operazioni |                |                |                                  |
| R.               | Nome           | da             | Modalità                         |
| D                | Rafael Pontelo | Pafos          | fine prestito                    |
| D                | Rúben Vinagre  | Legia Varsavia | fine prestito                    |

| Cessioni         | Cessioni         | Cessioni       | Cessioni                   |
| R.               | Nome             | a              | Modalità                   |
| ---------------- | ---------------- | -------------- | -------------------------- |
| P                | Vladan Kovačević | Legia Varsavia | prestito                   |
| C                | Marcus Edwards   | Burnley        | prestito                   |
| Altre operazioni |                  |                |                            |
| R.               | Nome             | a              | Modalità                   |
| D                | Rafael Pontelo   | Auda Ķekava    | prestito                   |
| D                | Rúben Vinagre    | Legia Varsavia | definitivo (2,5 milioni €) |

## Risultati

### Primeira Liga

#### Girone di andata
| Arbitro: | Gonçalves (Porto) |

|                               |           |             |
| Pedro G. 6’, 26’ Gyökeres 63’ | Marcatori | 90’ Clayton |

| Arbitro: | Godinho (Évora) |

|            |           |                                                                     |
| Thomas 36’ | Marcatori | 16’ Pedro G. 41’, 56’ Trincão 51’ (rig.), 76’ Gyökeres 66’ Bragança |

| Arbitro: | Martins (Lisbona) |

|  |           |                                                                |
|  | Marcatori | 27’, 41’ (rig.), 66’ Gyökeres 69’ (aut.) L. Áfrico 81’ Edwards |

| Arbitro: | Godinho (Évora) |

|                                |           |  |
| Gyökeres 72’ (rig.) Geny 90+3’ | Marcatori |  |

| Arbitro: | Pinheiro (Braga) |

|  |           |                                              |
|  | Marcatori | 24’ Pedro G. 73’ (rig.) Gyökeres 80’ Trincão |

| Arbitro: | Baixinho (Lisbona) |

|                                |           |  |
| Harder 15’ Gyökeres 45+4’, 71’ | Marcatori |  |

| Arbitro: | Gonçalves (Porto) |

|  |           |                                    |
|  | Marcatori | 24’ Geny 31’ Morita 90+1’ Bragança |

| Arbitro: | Nogueira (Lisbona) |

|                                  |           |  |
| Bragança 39’ Gyökeres 80’ (rig.) | Marcatori |  |

| Arbitro: | Veríssimo (Leiria) |

|  |           |                                          |
|  | Marcatori | 57’ Gyökeres 63’ G. Quenda 86’ G. Inácio |

| Arbitro: | B. Vieira (Beja) |

|                                                  |           |              |
| Gyökeres 19’, 31’, 42’ (rig.), 69’ M. Araújo 84’ | Marcatori | 35’ R. Pinho |

| Arbitro: | Godinho (Évora) |

|                   |           |                                           |
| R. Horta 20’, 45’ | Marcatori | 58’ Morita 81’ Hjulmand 89’, 90+4’ Harder |

| Arbitro: | Pereira |

|  |           |              |
|  | Marcatori | 33’ Vinícius |

| Arbitro: | Nobre (Leiria) |

|                            |           |                     |
| Dinis 19’ G. Schettine 35’ | Marcatori | 11’ (rig.) Gyökeres |

| Arbitro: | Veríssimo (Leiria) |

|                               |           |                          |
| Gyökeres 23’ Trincão 49’, 66’ | Marcatori | 43’ Boženík 58’ O. Bruno |

| Lisbona 22 dicembre 2024, ore 20:30 WET 15ª giornata | Gil Vicente       | 0 – 0 referto | Sporting Lisbona | Stadio José Alvalade (9 794 spett.)\| Arbitro: \| Narciso (Setúbal) \| |
| Arbitro:                                             | Narciso (Setúbal) |               |                  |                                                                        |

| Arbitro: | Veríssimo (Leiria) |

|          |           |  |
| Geny 29’ | Marcatori |  |

| Arbitro: | Gonçalves (Porto) |

|                                                        |           |                                     |
| Tiago Silva 7’ Kaio César 69’ J. Mendes 82’ Michel 85’ | Marcatori | 2’, 14’, 57’ Gyökeres 90+5’ Trincão |

#### Girone di ritorno
| Arbitro: | Godinho (Lisbona) |

|  |           |                                                   |
|  | Marcatori | 3’ (aut.) Santos 23’ (rig.) Hjulmand 88’ Gyökeres |

| Arbitro: | Vasilica (Vila Real) |

|                             |           |  |
| Trincão 45+1’ J. Simões 90’ | Marcatori |  |

| Arbitro: | Nobre (Leiria) |

|                                      |           |                 |
| Fresneda 10’ Diomande 26’ Harder 87’ | Marcatori | 45+2’ L. Áfrico |

| Arbitro: | Pinheiro (Braga) |

|              |           |              |
| Namaso 90+4’ | Marcatori | 42’ Fresneda |

| Arbitro: | Nogueira (Lisbona) |

|                        |           |                                     |
| Harder 17’ Trincão 74’ | Marcatori | 8’ (aut.) St. Juste 45+4’ H. Araújo |

| Arbitro: | Veríssimo (Leiria) |

|                           |           |                          |
| Zé Luís 71’ Gustavo 90+6’ | Marcatori | 8’ Diomande 33’ Gyökeres |

| Arbitro: | Nogueira (Lisbona) |

|                                  |           |           |
| G. Inácio 5’ Gyökeres 36’, 90+5’ | Marcatori | 84’ Costa |

| Arbitro: | Malheiro (Lisbona) |

|                   |           |                                        |
| Esgaio 45’ (aut.) | Marcatori | 17’ G. Inácio 34’, 77’ (rig.) Gyökeres |

| Arbitro: | Nogueira (Lisbona) |

|                                          |           |                   |
| Fresneda 1’ Gyökeres 64’ (rig.) Geny 88’ | Marcatori | 35’ (rig.) Aranda |

| Arbitro: | Correia (Porto) |

|  |           |                                               |
|  | Marcatori | 52’ (rig.), 89’ (rig.) Gyökeres 81’ G. Quenda |

| Arbitro: | Godinho (Évora) |

|              |           |            |
| Gyökeres 15’ | Marcatori | 87’ Patrão |

| Arbitro: | Pereira (Aveiro) |

|  |           |          |
|  | Marcatori | 50’ Geny |

| Arbitro: | Veríssimo (Leiria) |

|                        |           |               |
| Gyökeres 12’, 25’, 51’ | Marcatori | 56’ C. Teguía |

| Arbitro: | Nogueira (Lisbona) |

|  |           |                                              |
|  | Marcatori | 6’, 45+1’, 50’, 90+2’ Gyökeres 50’ M. Araújo |

| Arbitro: | Martins (Lisbona) |

|                              |           |                  |
| M. Araújo 81’ Quaresma 90+3’ | Marcatori | 26’ (rig.) Félix |

| Arbitro: | Pinheiro (Braga) |

|                |           |            |
| Aktürkoğlu 63’ | Marcatori | 4’ Trincão |

| Arbitro: | Veríssimo (Leiria) |

|                           |           |  |
| Pedro G. 55’ Gyökeres 82’ | Marcatori |  |

### Taça de Portugal
| Arbitro: | Malheiro (Lisbona) |

|            |           |                   |
| Elijah 87’ | Marcatori | 40’, 90+4’ Harder |

| Arbitro: | Ramalho (Évora) |

|                                                                        |           |  |
| Edwards 10’, 45’ Esgaio 15’ Harder 28’ Trincão 57’ Gyökeres 89’ (rig.) | Marcatori |  |

| Arbitro: | Malheiro (Lisbona) |

|                          |           |                   |
| Harder 74’ Gyökeres 112’ | Marcatori | 90+8’ P. Ferreira |

| Arbitro: | Pereira (Aveiro) |

|  |           |            |
|  | Marcatori | 68’ Debast |

| Arbitro: | Nobre (Leiria) |

|                                |           |  |
| Geny 12’ Gyökeres 45+1’ (rig.) | Marcatori |  |

| Arbitro: | Carvalho (Santarém) |

|           |           |                            |
| André 66’ | Marcatori | 11’ G. Inácio 50’ Gyökeres |

| Arbitro: | Godinho (Évora) |

|           |           |                                                  |
| Kökçü 47’ | Marcatori | 90+10’ (rig.) Gyökeres 99’ Harder 120+1’ Trincão |

### Taça da Liga
| Arbitro: | Carvalho (Santarém) |

|                                |           |            |
| Hjulmand 53’ Gyökeres 65’, 70’ | Marcatori | 66’ Macedo |

| Arbitro: | Nobre (Leiria) |

|              |           |  |
| Gyökeres 56’ | Marcatori |  |

| Arbitro: | Pinheiro (Braga) |

|                                                             |                      |                                                                     |
| Gyökeres 43’ (rig.)                                         | Marcatori            | 29’ Schjelderup                                                     |
| Gyökeres Hjulmand Harder M. Araújo Debast G. Quenda Trincão | Tiri di rigore 6 – 7 | Di María Amdouni Otamendi Aktürkoğlu R. Sanches Barreiro Florentino |

### Champions League

#### Fase campionato
| Arbitro: | Rumšas |

|                         |           |  |
| Gyökeres 38’ Debast 65’ | Marcatori |  |

| Arbitro: | Guida |

|              |           |              |
| Schouten 15’ | Marcatori | 84’ Bragança |

| Arbitro: | Kruashvili |

|  |           |                            |
|  | Marcatori | 23’ N. Santos 53’ Gyökeres |

| Arbitro: | Siebert |

|                                                    |           |          |
| Gyökeres 38’, 49’ (rig.), 81’ (rig.) M. Araújo 46’ | Marcatori | 4’ Foden |

| Arbitro: | Marciniak |

|               |           |                                                                      |
| G. Inácio 47’ | Marcatori | 7’ Martinelli 22’ Havertz 45+1’ Gabriel 65’ (rig.) Saka 82’ Trossard |

| Arbitro: | Taylor |

|                                 |           |         |
| Quaresma 24’ (aut.) Nielsen 84’ | Marcatori | 3’ Geny |

| Arbitro: | Lukjančukas |

|                       |           |              |
| Šeško 19’ Poulsen 78’ | Marcatori | 75’ Gyökeres |

| Arbitro: | Bastien |

|            |           |            |
| Harder 77’ | Marcatori | 21’ Pobega |

#### Fase a eliminazione diretta
| Arbitro: | Eskås |

|  |           |                                   |
|  | Marcatori | 60’ Guirassy 68’ Groß 82’ Adeyemi |

| Dortmund 19 febbraio 2025, ore 18:45 CET Spareggi – Ritorno | Borussia Dortmund | 0 – 0 referto | Sporting Lisbona | Westfalenstadion (80 300 spett.)\| Arbitro: \| Massa \| |
| Arbitro:                                                    | Massa             |               |                  |                                                         |

### Supertaça Cândido de Oliveira
| Arbitro: | Pinheiro (Braga) |

|                                        |           |                                          |
| G. Inácio 6’ Pedro G. 9’ G. Quenda 24’ | Marcatori | 28’, 66’ Galeno 64’ Nico 101’ Iván Jaime |

## Statistiche

### Statistiche di squadra
| Competizione                  | Punti | In casa | In casa | In casa | In casa | In casa | In casa | In trasferta | In trasferta | In trasferta | In trasferta | In trasferta | In trasferta | Totale | Totale | Totale | Totale | Totale | Totale | DR  |
| Competizione                  | Punti | G       | V       | N       | P       | Gf      | Gs      | G            | V            | N            | P            | Gf           | Gs           | G      | V      | N      | P      | Gf     | Gs     | DR  |
| ----------------------------- | ----- | ------- | ------- | ------- | ------- | ------- | ------- | ------------ | ------------ | ------------ | ------------ | ------------ | ------------ | ------ | ------ | ------ | ------ | ------ | ------ | --- |
| Primeira Liga                 | 82    | 17      | 14      | 2       | 1       | 40      | 13      | 17           | 11           | 5            | 1            | 48           | 14           | 34     | 25     | 7      | 2      | 88     | 27     | +61 |
| Taça de Portugal              | -     | 3       | 3       | 0       | 0       | 10      | 1       | 3            | 3            | 0            | 0            | 5            | 2            | 7      | 7      | 0      | 0      | 18     | 4      | +14 |
| Taça da Liga                  | -     | 1       | 1       | 0       | 0       | 3       | 1       | -            | -            | -            | -            | -            | -            | 3      | 2      | 1      | 0      | 5      | 2      | +3  |
| Champions League              | 11    | 5       | 2       | 1       | 2       | 8       | 10      | 5            | 1            | 2            | 2            | 5            | 5            | 10     | 3      | 3      | 4      | 13     | 15     | -2  |
| Supertaça Cândido de Oliveira | -     | -       | -       | -       | -       | -       | -       | -            | -            | -            | -            | -            | -            | 1      | 0      | 0      | 1      | 3      | 4      | -1  |
| Totale                        | -     | 26      | 20      | 3       | 3       | 61      | 25      | 25           | 15           | 7            | 3            | 58           | 21           | 55     | 37     | 11     | 7      | 127    | 52     | +75 |

### Andamento in campionato
| Giornata  | 1 | 2 | 3 | 4 | 5 | 6 | 7 | 8 | 9 | 10 | 11 | 12 | 13 | 14 | 15 | 16 | 17 | 18 | 19 | 20 | 21 | 22 | 23 | 24 | 25 | 26 | 27 | 28 | 29 | 30 | 31 | 32 | 33 | 34 |
| --------- | - | - | - | - | - | - | - | - | - | -- | -- | -- | -- | -- | -- | -- | -- | -- | -- | -- | -- | -- | -- | -- | -- | -- | -- | -- | -- | -- | -- | -- | -- | -- |
| Luogo     | C | T | T | C | T | C | T | C | T | C  | T  | C  | T  | C  | T  | C  | T  | T  | C  | C  | T  | C  | T  | C  | T  | C  | T  | C  | T  | C  | T  | C  | T  | C  |
| Risultato | V | V | V | V | V | V | V | V | V | V  | V  | P  | P  | V  | N  | V  | N  | V  | V  | V  | N  | N  | N  | V  | V  | V  | V  | N  | V  | V  | V  | V  | V  | V  |
| Posizione | 3 | 1 | 1 | 1 | 1 | 1 | 1 | 1 | 1 | 1  | 1  | 1  | 1  | 1  | 2  | 1  | 1  | 1  | 1  | 1  | 1  | 1  | 1  | 1  | 1  | 1  | 1  | 2  | 2  | 1  | 1  | 1  | 1  | 1  |

Legenda:

Luogo: C = Casa; T = Trasferta. Risultato: V = Vittoria; N = Pareggio; P = Sconfitta.

### Andamento in Champions League
| Giornata  | 1 | 2  | 3 | 4 | 5  | 6  | 7  | 8  |
| --------- | - | -- | - | - | -- | -- | -- | -- |
| Luogo     | C | T  | T | C | C  | T  | T  | C  |
| Risultato | V | N  | V | V | P  | P  | P  | N  |
| Posizione | 9 | 12 | 8 | 2 | 10 | 17 | 23 | 23 |

Legenda:

Luogo: C = Casa; T = Trasferta. Risultato: V = Vittoria; N = Pareggio; P = Sconfitta.

### Statistiche dei giocatori
In corsivo i calciatori ceduti durante la stagione
| Giocatore      | Primeira Liga | Primeira Liga | Primeira Liga | Primeira Liga | Taça de Portugal + Taça da Liga | Taça de Portugal + Taça da Liga | Taça de Portugal + Taça da Liga | Taça de Portugal + Taça da Liga | Champions League | Champions League | Champions League | Champions League | Supertaça | Supertaça | Supertaça   | Supertaça  | Totale   | Totale | Totale      | Totale     |
| Giocatore      | Presenze      | Reti          | Ammonizioni   | Espulsioni    | Presenze                        | Reti                            | Ammonizioni                     | Espulsioni                      | Presenze         | Reti             | Ammonizioni      | Espulsioni       | Presenze  | Reti      | Ammonizioni | Espulsioni | Presenze | Reti   | Ammonizioni | Espulsioni |
| -------------- | ------------- | ------------- | ------------- | ------------- | ------------------------------- | ------------------------------- | ------------------------------- | ------------------------------- | ---------------- | ---------------- | ---------------- | ---------------- | --------- | --------- | ----------- | ---------- | -------- | ------ | ----------- | ---------- |
| L. Anjos       | 0             | 0             | 0             | 0             | 0+0                             | 0+0                             | 0+0                             | 0+0                             | 1                | 0                | 0                | 0                | 0         | 0         | 0           | 0          | 1        | 0      | 0           | 0          |
| H. Arreiol     | 3             | 0             | 0             | 0             | 1+0                             | 0+0                             | 0+0                             | 0+0                             | 0                | 0                | 0                | 0                | 0         | 0         | 0           | 0          | 4        | 0      | 0           | 0          |
| M. Araújo      | 28            | 3             | 7             | 1             | 5+3                             | 0+0                             | 2+1                             | 0+0                             | 10               | 1                | 2                | 0                | -         | -         | -           | -          | 46       | 4      | 12          | 1          |
| Biel           | 3             | 0             | 0             | 0             | 2+-                             | 0+-                             | 0+-                             | 0+-                             | 2                | 0                | 0                | 0                | -         | -         | -           | -          | 7        | 0      | 0           | 0          |
| D. Bragança    | 18            | 3             | 3             | 0             | 2+0                             | 0+0                             | 1+0                             | 0+0                             | 8                | 1                | 1                | 0                | 1         | 0         | 0           | 0          | 29       | 4      | 5           | 0          |
| A. Brito       | 2             | 0             | 1             | 0             | 1+0                             | 0+0                             | 1+0                             | 0+0                             | 1                | 0                | 0                | 0                | 0         | 0         | 0           | 0          | 4        | 0      | 2           | 0          |
| M. Couto       | 1             | 0             | 0             | 0             | 1+0                             | 0+0                             | 0+0                             | 0+0                             | 0                | 0                | 0                | 0                | 0         | 0         | 0           | 0          | 2        | 0      | 0           | 0          |
| Z. Debast      | 31            | 0             | 3             | 0             | 6+2                             | 1+0                             | 2+0                             | 0+0                             | 8                | 1                | 2                | 0                | 1         | 0         | 0           | 0          | 48       | 2      | 7           | 0          |
| O. Diomande    | 31            | 2             | 7             | 2             | 3+2                             | 0+0                             | 1+0                             | 0+0                             | 9                | 0                | 1                | 0                | 1         | 0         | 1           | 0          | 46       | 2      | 10          | 2          |
| M. Edwards     | 6             | 1             | 0             | 0             | 1+1                             | 2+0                             | 0+0                             | 0+0                             | 1                | 0                | 0                | 0                | 1         | 0         | 0           | 0          | 10       | 3      | 0           | 0          |
| R. Esgaio      | 9             | 0             | 0             | 1             | 4+1                             | 1+0                             | 2+0                             | 1+0                             | 4                | 0                | 0                | 0                | 0         | 0         | 0           | 0          | 18       | 1      | 2           | 2          |
| D. Essugo      | 2             | 0             | 0             | 0             | -+-                             | -+-                             | -+-                             | -+-                             | -                | -                | -                | -                | 0         | 0         | 0           | 0          | 2        | 0      | 0           | 0          |
| E. Felicíssimo | 6             | 0             | 1             | 0             | 1+0                             | 0+0                             | 0+0                             | 0+0                             | 0                | 0                | 0                | 0                | 0         | 0         | 0           | 0          | 7        | 0      | 1           | 0          |
| I. Fresneda    | 18            | 3             | 1             | 0             | 7+3                             | 0+0                             | 0+0                             | 0+0                             | 3                | 0                | 0                | 0                | 1         | 0         | 0           | 0          | 32       | 3      | 1           | 0          |
| Geny           | 30            | 5             | 3             | 0             | 6+3                             | 1+0                             | 0+0                             | 0+0                             | 8                | 0                | 0                | 0                | 1         | 0         | 0           | 0          | 48       | 6      | 3           | 0          |
| V. Gyökeres    | 33            | 39            | 4             | 0             | 7+3                             | 5+4                             | 1+0                             | 0+0                             | 8                | 6                | 1                | 0                | 1         | 0         | 0           | 0          | 52       | 54     | 6           | 0          |
| C. Harder      | 28            | 5             | 0             | 1             | 7+3                             | 5+0                             | 3+0                             | 0+0                             | 9                | 1                | 0                | 0                | -         | -         | -           | -          | 47       | 11     | 3           | 1          |
| M. Hjulmand    | 28            | 2             | 11            | 1             | 6+3                             | 0+1                             | 3+1                             | 0+0                             | 9                | 0                | 3                | 0                | 1         | 0         | 0           | 0          | 47       | 3      | 18          | 1          |
| G. Inácio      | 28            | 3             | 6             | 0             | 5+1                             | 1+0                             | 1+0                             | 0+0                             | 7                | 1                | 0                | 0                | 1         | 1         | 0           | 0          | 42       | 6      | 7           | 0          |
| F. Israel      | 11            | -9            | 1             | 0             | 1+2                             | -1+-1                           | 0+0                             | 0+0                             | 8                | -12              | 0                | 0                | 0         | -0        | 0           | 0          | 22       | -23    | 1           | 0          |
| José Silva     | 1             | 0             | 0             | 0             | 0+0                             | 0+0                             | 0+0                             | 0+0                             | 0                | 0                | 0                | 0                | 0         | 0         | 0           | 0          | 1        | 0      | 0           | 0          |
| V. Kovačević   | 6             | -5            | 0             | 0             | 2+1                             | -1+-1                           | 0+0                             | 0+0                             | 0                | -0               | 0                | 0                | 1         | -4        | 0           | 0          | 10       | -11    | 0           | 0          |
| Mateus F.      | 1             | 0             | 0             | 0             | -+-                             | -+-                             | -+-                             | -+-                             | -                | -                | -                | -                | 1         | 0         | 0           | 0          | 2        | 0      | 0           | 0          |
| A. Moreira     | 1             | 0             | 0             | 0             | 1+0                             | 0+0                             | 0+0                             | 0+0                             | 1                | 0                | 0                | 0                | 0         | 0         | 0           | 0          | 3        | 0      | 0           | 0          |
| D. Moreira     | 0             | 0             | 0             | 0             | 1+0                             | 0+0                             | 0+0                             | 0+0                             | 0                | 0                | 0                | 0                | 0         | 0         | 0           | 0          | 1        | 0      | 0           | 0          |
| H. Morita      | 23            | 2             | 1             | 0             | 2+2                             | 0+0                             | 0+1                             | 0+0                             | 7                | 0                | 1                | 0                | 1         | 0         | 0           | 0          | 35       | 2      | 3           | 0          |
| K. Oliveira    | 0             | 0             | 0             | 0             | 1+0                             | 0+0                             | 0+0                             | 0+0                             | 0                | 0                | 0                | 0                | 0         | 0         | 0           | 0          | 1        | 0      | 0           | 0          |
| Pedro G.       | 14            | 5             | 3             | 0             | 2+0                             | 0+0                             | 0+0                             | 0+0                             | 3                | 0                | 1                | 0                | 1         | 1         | 0           | 0          | 20       | 6      | 4           | 0          |
| E. Quaresma    | 20            | 1             | 2             | 0             | 3+2                             | 0+0                             | 0+0                             | 0+0                             | 5                | 0                | 0                | 0                | 1         | 0         | 1           | 0          | 31       | 1      | 3           | 0          |
| G. Quenda      | 34            | 2             | 2             | 0             | 6+3                             | 0+0                             | 1+0                             | 0+0                             | 10               | 0                | 2                | 0                | 1         | 1         | 0           | 0          | 54       | 3      | 5           | 0          |
| B. Ramos       | 0             | 0             | 0             | 0             | 1+0                             | 0+0                             | 0+0                             | 0+0                             | 0                | 0                | 0                | 0                | 0         | 0         | 0           | 0          | 1        | 0      | 0           | 0          |
| M. Reis        | 29            | 0             | 6             | 1             | 6+2                             | 0+0                             | 0+0                             | 0+0                             | 8                | 0                | 0                | 0                | 0         | 0         | 0           | 0          | 45       | 0      | 6           | 1          |
| R. Ribeiro     | 1             | 0             | 0             | 0             | -+-                             | -+-                             | -+-                             | -+-                             | -                | -                | -                | -                | 1         | 0         | 0           | 0          | 2        | 0      | 0           | 0          |
| N. Santos      | 7             | 0             | 0             | 0             | 1+0                             | 0+0                             | 0+0                             | 0+0                             | 2                | 1                | 0                | 0                | 0         | 0         | 0           | 0          | 10       | 1      | 0           | 0          |
| R. Silva       | 17            | -13           | 2             | 0             | 4+-                             | -2+-                            | 0+-                             | 0+-                             | 2                | -3               | 0                | 0                | -         | -         | -           | -          | 23       | -18    | 2           | 0          |
| J. Simões      | 9             | 1             | 0             | 0             | 2+2                             | 0+0                             | 0+1                             | 0+0                             | 5                | 0                | 1                | 0                | 0         | 0         | 0           | 0          | 18       | 1      | 2           | 0          |
| J. St. Juste   | 15            | 0             | 3             | 0             | 5+3                             | 0+0                             | 3+0                             | 1+0                             | 6                | 0                | 1                | 0                | 0         | 0         | 0           | 0          | 29       | 0      | 7           | 1          |
| L. Taibo       | 0             | 0             | 0             | 0             | 1+0                             | 0+0                             | 0+0                             | 0+0                             | 0                | 0                | 0                | 0                | 0         | 0         | 0           | 0          | 1        | 0      | 0           | 0          |
| F. Trincão     | 34            | 9             | 1             | 0             | 7+3                             | 2+0                             | 0+0                             | 0+0                             | 9                | 0                | 1                | 0                | 1         | 0         | 0           | 0          | 54       | 11     | 2           | 0          |